# Armchair Science
Armchair Science (traducible al español como "Ciencia de sillón") fue una revista británica mensual de divulgación científica. 

## Historia
Se publicó desde 1929 hasta 1940, año en el que cesó su publicación por la escasez de papel en tiempo de guerra. Su primer editor fue A. Percy Bradley un ingeniero mecánico colaborador en Brooklands junto al Professor A. M. Low. El primer ejemplar de la revista incluía los siguientes artículos: "Maravillas del cielo nocturno"; ""Cómo se reproducen las flores y cómo se marchitan"; "Comemos queso rancio, ¿Por qué no carne rancia?" y "¿Qué es el ruido?". Su precio inicial era de 1 chelín aunque más tarde bajó a 6 peniques. La editorial era Gale & Polden Ltd de Londres.
"Armchair Science" informó sobre la división del átomo, la identificación química de la Vitamina C, la finalización del dique holandés alrededor de Zuiderzee y los últimos avances en televisión. Mirando al futuro ellos se preguntaban: ¿Están las ballenas amenazadas? y discutían sobre la posibilidad del cine Estereoscópico y sobre las posibilidades del Biocombustible y la Energía mareomotriz.
Su editor en 1940, Stuart Macrae, se encargó del desarrollo de armas para el esfuerzo de guerra como parte del MD1, también conocido como la "Tienda de juguetes de Churchill".